# Josef August Lambert
Josef August Lambert, född 19 maj 1776 i Stockholm, död där 4 september 1837, var en svensk skådespelare och teaterledare. Han var ledare för sitt eget teatersällskap, Lambertska sällskapet, 1819-1830. 
Josef August Lambert var son till konsertmästaren Pierre Joseph Lambert. Han blev elev vid Operan 1787 och ansågs ha talang men fick "till följd av sin brist på stadga" ingen fast anställning vid de kungliga teatrarna. Han blev en framgångsrik aktör vid Djurgårdsteatern där han särskilt uppskattades för sin komiska talang. 
1801–1810 tillhörde han med undantag för 1803–1804 Abraham de Broens teatersällskap.
Lambert dömdes den 21 november 1811 till 28 dygns fängelse vid vatten och bröd för sitt deltagande i upploppet vid Fersenska mordet, "emedan han bland den å Riddarhustorget sammanskockade menigheten genom sina åtbörder och tal utmärkt bifall av folkets laglösa förhållande, sökt från dem avlägsna föreställningen om brottsligheten i deras företag och, med uppvisande av sin blodiga halsduk, yttrat sig vilja förvara densamma till minne av dagens händelser, samt därigenom underhållit de även sedermera fortsatta oordningarna."
Efter avtjänat straff förvisades Lambert från Stockholm. Han var aktiv i Carl Gustaf Lönnboms teatersällskap, Bonuviers teater i Finland, och Johan Anton Lindqvists sällskap, innan han bildade han ett eget sällskap, som först noteras då det uppträdde i Uddevalla 1819.
Vid denna tid fanns det endast tre kringresande teatersällskap i Sverige, som vid denna tid tillgodosåg teaterlivet utanför Stockholm: Fredrik Wilhelm Ståhlbergs, Lamberts och Carl Gustaf Lönnboms - förutom Carl Wildners, som dock inte räknas som ett riktigt resande sällskap eftersom det i praktiken tillhörde Djurgårdsteatern och bara turnerade i landsbygden tillfälligt. Lamberts sällskap karikerades av August Blanche som ett typiskt exempel på en svensk landsortsteater.   Lambert var från 1820 gift med sin kollega Rebecka Jacobsson, som var en av sällskapets främsta medlemmar. Bland övriga medlemmar nämns främst Erasmus Petter Sjövall. 
Han upplöste sitt sällskap 1830, överlät det på Julius Fredrik Widerberg, och var sedan aktiv i Anders Petter Berggrens trupp.